# 马尔纳克
马尔纳克（法語：Marnac，法語發音：[maʁnak]）是法国多尔多涅省的一个市镇，属于萨拉拉卡内达区。

## 地理
马尔纳克（44°50'13"N, 1°1'33"E）面积7.92 平方千米，位于法国新阿基坦大区多爾多涅省，该省份为法国西南部内陆省份，是法國本土面积第三大的省，大致对应佩里戈尔地区，北起顺时针与夏朗德省、上维埃纳省、科雷兹省、洛特省、洛特-加龙省、吉倫特省和滨海夏朗德省接壤。
与马尔纳克接壤的市镇（或旧市镇、城区）包括：贝尔比吉耶尔、圣日耳曼-德贝尔韦斯、佩里戈尔地区锡奥拉克、库克斯和比加罗克-穆藏斯。

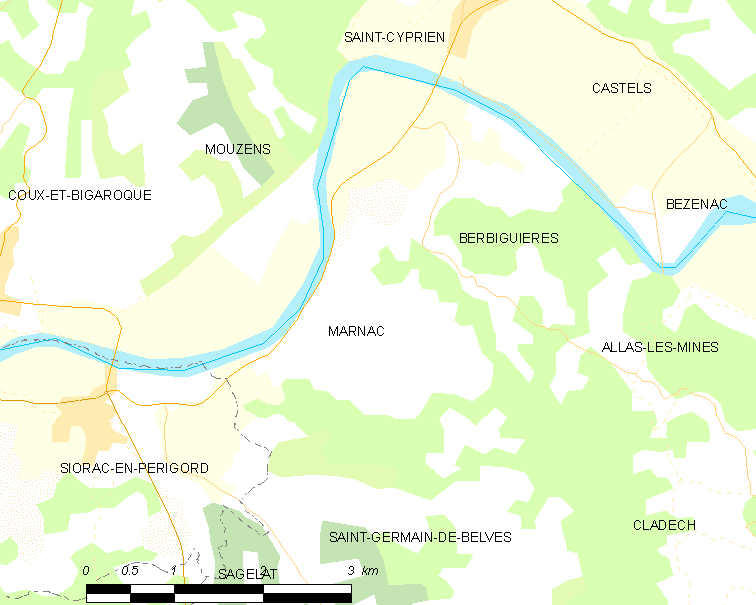
马尔纳克的OSM定位图

马尔纳克的时区为UTC+01:00、UTC+02:00（夏令时）。

## 行政
马尔纳克的邮政编码为24220，INSEE市镇编码为24254。

## 政治
马尔纳克所属的省级选区为多尔多涅河谷县。

## 人口

1962-2008年间马尔纳克人口变化图示

马尔纳克于2022年1月1日时的人口数量为179人。